# Eximiorhagada asperrima
Eximiorhagada asperrima är en snäckart som först beskrevs av Hedley 1905.  Eximiorhagada asperrima ingår i släktet Eximiorhagada och familjen Camaenidae. IUCN kategoriserar arten globalt som otillräckligt studerad. Inga underarter finns listade i Catalogue of Life.